# Tangos y milongas
Tangos y milongas es el segundo álbum como solista del músico argentino Ricardo Iorio, publicado en 2014 por su propio sello Dejesu Records.
Se trata de un trabajo acústico, completamente dedicado al tango y la milonga. 

## Detalles
Si bien Iorio ya había incursionado en este género musical, haciendo versiones pesadas de "Cambalache" con Hermética, "Desencuentro" con Almafuerte y otros temas, este es el primer trabajo integrado en su totalidad por canciones de tango y milonga.
A mediados de la gira en la que presentaban Trillando la fina con Almafuerte, Los hermanos Cordone, últimos guitarristas de Edmundo Rivero y con quienes Ricardo grabó este álbum, subían al escenario para interpretar dos tangos por show. También cuenta con la participación especial de Pablo Ziegler, pianista reconocido por haber tocado con Astor Piazzolla entre otras cosas. El disco está formado por una selección de 13 canciones en la que se incluye una nueva versión del tango "Tangolpeando" grabado por Almafuerte en su álbum A fondo blanco.

## Lista de canciones
| N.º | Título                             | Escritor(es)                                   | Duración |  |
| 1.  | «El adiós de Gabino Ezeiza» (1933) | Enrique Maciel / Héctor Pedro Blomberg         | 2:19     |  |
| 2.  | «Martirio» (1940)                  | Enrique Santos Discépolo                       | 2:56     |  |
| 3.  | «Sabe don» (1956)                  | Juan Miguel Rodríguez / Justo Ricardo Thompson | 2:43     |  |
| 4.  | «El último viaje» (1965)           | Rogelio Araya / Francisco Gandola              | 2:36     |  |
| 5.  | «En un feca» (1924)                | Anónimo                                        | 2:12     |  |
| 6.  | «Más allá» (1939)                  | Joaquín Mora / José María Contursi             | 2:39     |  |
| 7.  | «Y a mí qué?» (1962)               | Aníbal Troilo / Cátulo Castillo                | 2:33     |  |
| 8.  | «Vieja Recova» (1930)              | Rodolfo Sciammarella / Enrique Cadícamo        | -        |  |
| 9.  | «No te apures Carablanca» (1942)   | Roberto Garza / Carlos Bahr                    | 2:39     |  |
| 10. | «En la vía» (1929)                 | Nicolás Vaccaro / Eduardo Escaris Méndez       | 3:00     |  |
| 11. | «Tangolpeando» (1999)              | Ricardo Iorio / Claudio Marciello              | 3:09     |  |
| 12. | «Gol argentino» (1978)             | Héctor Marcó                                   | 2:13     |  |
| 13. | «No la quiero más» (1951)          | Alberto Mastra                                 | 3:40     |  |

## Créditos
- Ricardo Iorio - voz
- Juan Carlos Cordone - guitarra
- Jorge Cordone - guitarra
- Pablo Ziegler - piano en "No la quiero más"
- Álvaro Villagra - productor / ingeniero de sonido